# Izo Arena
Het Izo Arena is een multifunctioneel stadion in Boguchwała, een plaats in Polen. 
Het stadion werd geopend in 1949 en na de modernisering tussen 2006 en 2007 opnieuw geopend op 14 september 2007 met een wedstrijd tussen Polen en Roemenië onder de 16 jaar. Het eindigde in 3–0. In het stadion is plaats voor 943 toeschouwers, hiervan zijn er 497 overdekt.
Het stadion wordt vooral gebruikt voor voetbalwedstrijden, de voetbalclub Izolator Boguchwała maakt gebruik van dit stadion. Andere clubs maakten sporadisch gebruik van dit stadion, waaronder Stal Stalowa Wola en Resovia.